# 미시리촌
미시리촌(三尻村)은 사이타마현의 서부, 하라군·오사토군에 속했던 촌이다.

## 역사
- 1889년 4월 1일 - 정촌제 시행에 수반해, 오사토군 미시리촌이 성립하였다.
- 1896년 3월 29일 - 하라군이 오사토군·한자와군·오부스마군과 합병해 오사토군 미시리촌이 되었다.
- 1935년 8월 - 구마가야 육군 비행학교가 촌내에 설립되었다.
- 1954년 11월 3일 - 벳푸촌, 나라촌과 함께 구라야마시에 편입되어 소멸하였다.
- 1958년 8월 - 구마가야 육군 비행학교의 터에 항공자위대 구마가야 기지가 건설되었다.